# Mladeč
Mladeč település Csehországban, a Olomouci járásban. Mladeč Měrotín, Bílá Lhota, Červenka és Litovel településekkel határos. Lakosainak száma 718 fő (2024. január 1.).

## Népesség
A település lakosságának változását az alábbi diagram mutatja:
| Lakosok száma | 823  | 936  | 960  | 822  | 998  | 784  | 736  | 758  | 716  | 718  |
|               | 1869 | 1890 | 1921 | 1950 | 1980 | 2001 | 2017 | 2019 | 2022 | 2024 |